# نيني (لاعب كرة قدم مواليد 1995)
نيني هو لاعب كرة قدم برتغالي في مركز الوسط، ولد في 10 يونيو 1995 في Santa Cruz da Graciosa ‏ في البرتغال. شارك مع منتخب البرتغال تحت 19 سنة لكرة القدم. أما مع النوادي، فقد لعب مع S.C. Braga B ‏.

## وصلات خارجية
- نيني (لاعب كرة قدم مواليد 1995) على موقع قاعدة بيانات كرة القدم.إي يو (الإنجليزية)
- نيني (لاعب كرة قدم مواليد 1995) على موقع Soccerway.com (الإنجليزية)